# 莫寧火山
莫寧火山（英語：Mount Morning）是南極洲的穹形火山，位於維多利亞地，處於迪斯卡弗里火山西南面，海拔高度2,725米，該火山在1901至1904年英國探險隊發現。

## 外部連結
- 美國地質調查局地名資訊系統：莫寧火山
- GNIS entry for Mt. Morning

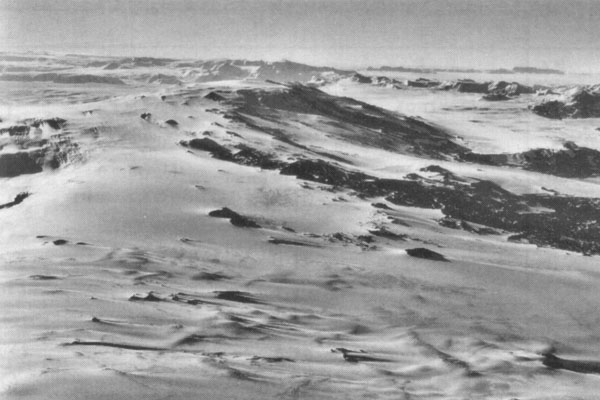

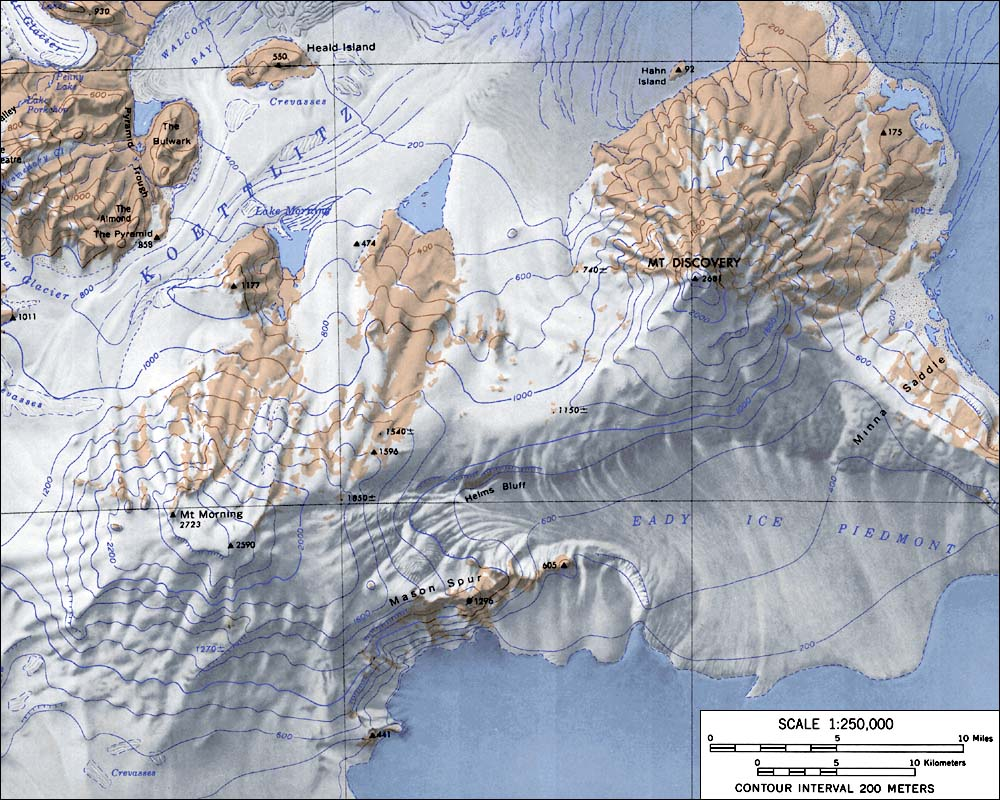

- Polar Discovery: Mount Morning Lava Flows